# ماژور
ماژور (به فرانسوی: majeur) از درجات نظامی اواخر دورهٔ قاجار و اوایل دورهٔ پهلوی معادل سرگرد-یاور امروز بود. مثلاً ماژور علی‌خان صاحب‌منصب ژاندارمری، ماژور مسعودخان کیهان، ماژور دادخان، ماژور اسفندیارخان، ماژور کوپال.

## همچنین ببینید
- فهرست وام‌واژه‌های فرانسوی در فارسی